# Lopolit
Lopolit – duża intruzja o kształcie odwróconego bochenka albo soczewki płasko-wypukłej lub wklęsło-wypukłej, odwróconej wypukłością ku dołowi. Zaburza warstwy leżące poniżej, pozostawiając bez zmian warstwy nadległe. Od spodu zazwyczaj dochodzi żyła, stanowiąca pozostałość po dopływie magmy z ogniska magmowego. Jest więc jakby odwrotnością lakkolitu.
Przypuszcza się, że opisany wyżej kształt lopolitu, o wypukłości skierowanej ku dołowi, jest spowodowany zapadaniem się nadkładu niżej leżącego ogniska magmowego w miarę wydobywania się z niego materiału wypełniającego intruzję.